# Honey, I Shrunk the Kids
Honey, I Shrunk the Kids (no Brasil: Querida, Encolhi as Crianças, em Portugal: Querida, Eu Encolhi os Miúdos) é um filme de comédia e ficção científica norte-americano de 1989, dirigido por Joe Johnston, produzido pela Walt Disney Pictures e estrelado por Rick Moranis.
Um sucesso inesperado de bilheteria, arrecadou US$ 222 milhões (equivalente a US$ 457,89 milhões em 2019) em todo o mundo e se tornou o filme live-action da Disney de maior bilheteria de todos os tempos, um recorde que manteve durante cinco anos. Foi recebido com críticas positivas da crítica e do público, que elogiaram a história, os efeitos e a inovação. Seu sucesso gerou uma franquia, incluindo: duas sequências (com uma terceira em desenvolvimento), uma série de televisão e atrações em parques temáticos.

## Enredo
Um cientista e inventor chamado Wayne Szalinski (Rick Moranis) mora em uma casa no subúrbio de Fresno, tentando criar uma arma de raios capaz de encolher objetos, mas não consegue fazer com que ela funcione corretamente. Seu casamento com Diane é tenso, porque ela tem que ser o ganha-pão da família, o que preocupa seus dois filhos, a adolescente Amy e o pequeno Nick, que herdou a engenhosidade e inteligência inventivas de Wayne. Certa manhã, seus vizinhos do lado, Mae e Russel Thompson Sr., estão se preparando para uma pescaria, mas seu filho mais velho, Russ Jr., não está nem um pouco animado, pois os interesses dele e de seu pai costumam ser diferentes. No entanto, o filho mais novo, Ron, está entusiasmado.
Pouco depois de Wayne sair para uma conferência, Ron acidentalmente acerta sua bola de beisebol pela janela do sótão dos Szalinskis, que inadvertidamente ativa a máquina e bloqueia seu laser de mira. Pego por Russ Jr., ele é obrigado a confessar a Amy e Nick. Ron e Nick sobem para pegar a bola e limpar a bagunça, apenas para que a máquina os encolha.
Em sua conferência, Wayne é demitido por não fornecer provas de que sua máquina estava encolhendo e sai frustrado, embora receba crédito do Dr. Brainard, o único cientista na conferência que levou Wayne e sua ideia a sério sem querer provas. Wayne agradece o apoio de Brainard e agradece enquanto eles caminham juntos. Amy e Russ Jr. ficam encolhidos quando vão procurar Ron e Nick. Quando Wayne volta para casa, eles tentam chamar sua atenção, mas suas vozes são muito baixas e ele não consegue ouvi-los. Frustrado com seu dia, seu sofá de meditação desaparecendo e a janela quebrada, ele se enfurece  e começa a quebrar a máquina. Ele então varre os destroços da máquina e da janela (e  inevitavelmente as crianças) com uma pá de lixo e os leva para um saco de lixo no quintal. Eles escapam dela, mas são forçados a cruzar o deserto do quintal (cuja grama está muito alta) para voltar para casa.
Enquanto isso, Diane volta para casa do trabalho e ela e Wayne se recuperam de uma discussão que tiveram na noite anterior, mas logo ficam preocupados com Amy e Nick. Ao tentar invocar seu cachorro, Quark, Nick cai em uma flor e Russ Jr. é levado por uma abelha africana que colhe pólen. Wayne percebe que uma bola de beisebol foi o que causou a quebra da janela do sótão, mas fica cismado, já que Nick não pratica esportes. Investigando, ele descobre que seu sofá de meditação foi encolhido e fica feliz ao perceber que sua máquina finalmente funciona. Mas sua felicidade dura pouco quando ele percebe o que aconteceu com as crianças e tenta encontrá-los, apenas para ativar acidentalmente os sprinklers, causando torrentes caóticas sobre eles. Amy quase se afoga quando é jogada em uma poça de lama, mas Russ Jr. a salva com respiração boca-a-boca.
Naquela noite, Russ e Mae são forçados a cancelar a viagem, porque seus filhos ainda não voltaram e eles chamam a polícia para denunciar o desaparecimento. Wayne conta a Diane sobre o que aconteceu com as crianças e ela se junta à busca. Eventualmente, ela convence Wayne a contar a Russ e Mae, que não acreditam na história.
Enquanto isso, a fome das crianças é salva por um dos biscoito recheado   que Nick deixou cair no jardim. A refeição deles é interrompida por uma formiga que os observa. Ron decide domá-lo para levá-los para casa e eles rapidamente se apegam a "Antie" e tentam libertá-la, mas ele decide segui-los como um animal de estimação. Quando a noite cai, as crianças encontram um bloco de Lego para acampar durante a noite e Russ Jr. e Amy dão seu primeiro beijo após  admitirem seus sentimentos um pelo outro. No entanto, eles são interrompidos por um escorpião, que encurrala Ron no Lego. Antie vem resgatar Ron, mas é fatalmente picado antes que as crianças se unam e feram o escorpião, expulsando-o.
Na manhã seguinte, o amigo de Nick, Tommy, retorna para aparar a grama. As crianças escapam, procurando abrigo em um buraco de minhoca, e Wayne e Diane param Tommy bem a tempo de salvá-los quando são arrancados da toca pelas lâminas do cortador de grama. Quark os leva para dentro de casa, mas Nick perde o controle e cai na tigela de cereal Cheerios de Wayne. Wayne pega Nick em uma colher de Cheerios e parece destinado a comer seu próprio filho no café da manhã, sem saber. Quando Wayne abre a boca para comer Nick, Quark o morde no tornozelo, deixando-o ciente da presença de Nick e dos outros.
Meses depois, no Dia de Ação de Graças, os Szalinskis e Thompsons, agora amigos, estão brindando com um gigantesco peru assado. Russ Jr. e Amy estão namorando agora, enquanto Ron e Nick são amigos, e Quark está comendo um gigante biscoito canino em forma de osso. Nick finalmente entende uma piada que Russ Jr. contou a ele sobre aprender respiração boca-a-boca na aula de "Francês", da qual ele ri.

## Elenco
| Atores               | Personagens                 |
| -------------------- | --------------------------- |
| Rick Moranis         | Wayne Szalinski             |
| Marcia Strassman     | Diane Szalinski             |
| Amy O'Neill          | Amy Szalinski               |
| Robert Oliveri       | Nick Szalinski              |
| Matt Frewer          | Sr. Russell "Russ" Thompson |
| Kristine Sutherland  | Mae Thompson                |
| Thomas Wilson Brown  | Russel "Russ" Thompson Jr.  |
| Jared Rushton        | Ronald "Ron" Thompson       |
| Carl Steven          | Tommy Pervis                |
| Lou Cutell           | Dr. Brainard                |
| Mark L. Taylor       | Don Forrester               |
| Laura Waterbury      | Policial Feminina           |
| Trevor Galtress      | Policial Masculino          |
| Martin Aylett        | Harold Boorstein            |
| Janet Sunderland     | Lauren Boorstein            |
| Craig Richard Nelson | Professor Frederickson      |
| Frank Welker         | voz de efeitos vocais       |

## Produção
A Walt Disney Pictures queria fazer um filme que se tratava de encolhimento e o longa foi escrito com o título de Teenie Weenies, por Stuart Gordon, Ed Naha e Brian Yuzna. Tom Schulman foi posteriormente adicionado ao grupo de roteiristas. Como Teenie Weenies parecia apelar mais para um público infantil, o nome foi mudado para The Big Backyard., com a intenção de conquistar todo o tipo de público.
Querida, Encolhi as Crianças se tornou o nome definitivo do filme, após o roteiro estar totalmente pronto, por causa da fala de Wayne Szalinski em um dos pontos do filme.

## Recepção crítica
O filme ganhou uma classificação "fresca" de 75% no Rotten Tomatoes, com críticas geralmente positivas. Caryn James, do The New York Times, deu uma revisão positiva, dizendo que é "doce, engraçado, e direto como seu título." Uma rara revisão negativa veio de Roger Ebert, doChicago Sun Times, que afirmou: "Os efeitos especiais estão lá, bem no lugar, e os valores de produção são bons, mas o filme está morto na água".